# Clubiona governetonis
Clubiona governetonis là một loài nhện trong họ Clubionidae.
Loài này thuộc chi Clubiona. Clubiona governetonis được Carl Friedrich Roewer miêu tả năm 1928.